# アパッチ戦争
アパッチ戦争（アパッチせんそう、英:Apache Wars）は、1851年から1886年にかけ、アメリカ合衆国南西部で先住民であるアパッチ族をはじめとするインディアン部族と米軍が交戦したインディアン戦争（民族浄化）である。

## 概要
1851年から、アパッチ族の戦士ジェロニモが降伏した1886年までが「アパッチ戦争」と呼ばれている。ただしアパッチ族の白人入植者に対する襲撃は、1910年代まで続いた。白人はアパッチ族やナバホ族（ディネ）ほか周辺部族が同じアサバスカ語族だったので、すべてひとまとめに「アパッチ族」と呼んでいた。したがって合衆国の歴史では、ナバホ族などに対する白人の攻撃もこの「アパッチ戦争」に含まれている。
なによりもアパッチ族の領土には、白人が喉から手が出るほど欲しい金鉱があった。また、メキシコとの国境でもあり、両国の政治と交易の駆け引きの重要点でもあった。略奪民族だったナバホ族やアパッチ族は合衆国にとって、大平原のスー族と並んで植民地拡大のためにどうあっても絶滅させなければならない最大抵抗勢力であった。アパッチ族は合衆国の保留地政策に抵抗し、メキシコと合衆国の国境近くの山岳地帯を領土として、両国に遠征し、略奪婚のためにメキシコ女をさらい、牛馬や人員を略奪していた。しばしばその襲撃は、入植白人、土地投機者、あるいは連邦政府の政策によって挑発された。
19世紀の「アパッチ戦争」を戦った戦士たちとしては、ベドンコヘエ族のダソダ・ハエ（マンガス・コロラダス）、チョコネン族（チリカウア族）のコーチーズ、ミンブレス族のビクトリオ、ローコー、ナナ、アラバイパ族のエスカミンジン、ネドニ族のジュー、トント族のデルシェイ、ホワイトマウンテン・アパッチ族のアルチェセー、およびチリカウア族のゴクレイエ（ジェロニモ）、チャトーらがよく知られている。
完全合議制民主主義社会であるインディアンの社会では、独任制の「首長」や「部族長」は存在しない。「部族の指導者」だと白人が考えている「首長」は、実際は「調停者」であって、「指導者」ではない。インディアンの戦士は、おのおの個人の判断で行動するものであって、誰かに指図されるような存在ではない。白人が考えるような「軍事指導者」や「戦争首長（War Chief）」は、実際にはインディアン社会には存在しない。インディアンの戦士団は集団であって、命令系統のもとで動くような「軍隊」、「部隊」ではない。

## 発端

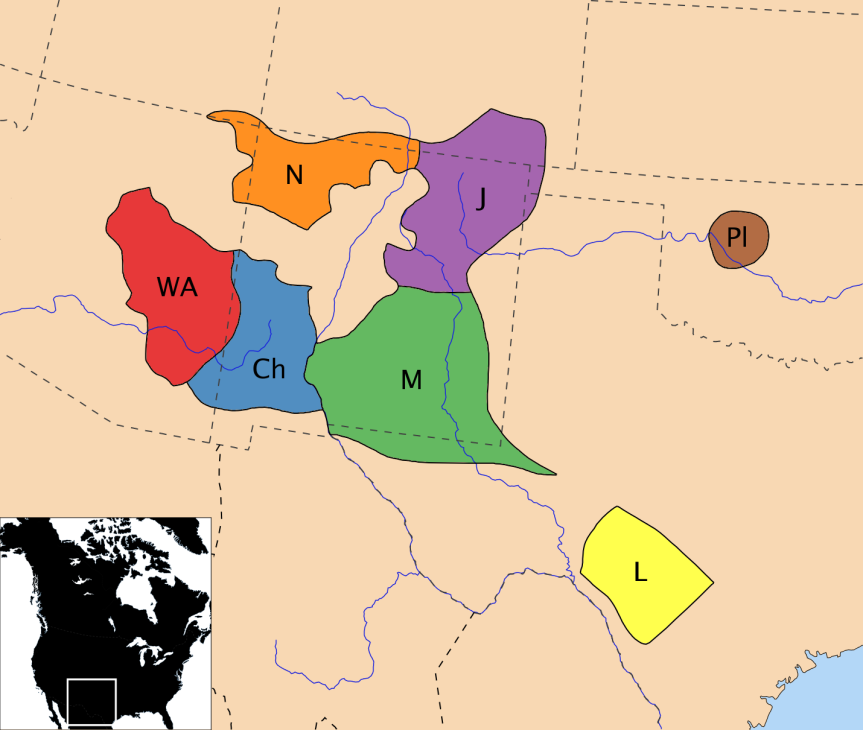
18世紀ごろのアパッチ族領土、中央の点線四角形が現在のニューメキシコ州。WA:ウェスタン・アパッチ、N:ナバホ族、Ch:チリカウア、M:メスカレロ、J:ジカレラ、L:リパン、Pl:平原アパッチの各部族を示す。

アメリカ合衆国がメキシコとの米墨戦争（1846年 - 1848年）を始めたとき、多くのアパッチ族は、米軍が彼らの土地を安全に通行することを保証した。合衆国が1846年にメキシコの旧領土の領有権を主張したとき、ミンブレス･アパッチのマンガス・コロラダスは和平条約に署名し、合衆国がアパッチの宿敵であるメキシコの領土征服者であることを認めた。この「署名」とは、「文字を持たないインディアンに×印を書かせる」というものである。
1850年代まで保たれた、アパッチ族と新参の「アメリカ合衆国市民」との不安定な平和（古い伝統の世紀）は、ニューメキシコ準州のサンタリタに金の採掘者が流入したことで破られた。
1860年12月、30人の白人採掘者がミンバース川の西岸で、ベドンコヘ・アパッチ族の野営地に急襲をかけた。歴史家のエドウィン・R・スウィーニーに拠れば、採掘者達は「4人のインディアンを殺し、他の者達を傷つけ、13人の女と子供を捕まえた。」アパッチ族による報復が再度起こり、白人とその資産に対する襲撃が続き、「アパッチ戦争」が始まった。
「アパッチ峠」一帯はその名の通りアパッチ族の領土であり、乾燥した南西部でも貴重な真水の湧く泉がここにはあった。アパッチ族にとっては、ここは何に代えても死守しなければならない要所、部族の生命線だった。

## コーチーズ

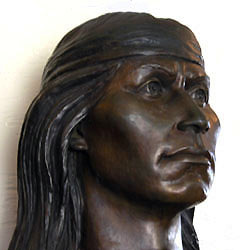
コーチーズの頭像

コーチーズはチリカウア族（チリカウア・アパッチ族）の若い首長で、ゴクレイエ（ジェロニモ）より数歳年上で、部族民の尊敬を集める有力者だった。米軍のジョン・グレゴリー・バーク大尉は、次のように述べている。
「コーチーズは姿勢正しく気品ある顔立ちのインディアンで、身長は1m80cm、胸は広くて厚く、鷲鼻をしている。温和で、やや陰鬱と見える表情が断固たる容貌を和らげている。話しぶりや態度にも、インディアンによく見られる空威張りは見られなかった。」
アパッチ峠の西の新設のブキャナン砦のそばに、メキシコ女のヘイスーサ・マルチネスを愛人とするジョン・ウォードというならず者が、怪しげな牧場を開いていた。ここにはマルチネスの息子のフェリックスという10歳か11歳の少年がいたが、この少年の父親はアパッチ族だった。
1860年の夏にピネル・アパッチの一団がこの牧場にやってきて、牛数頭とフェリックスをさらった。ウォードはブキャナン砦に訴えたが、米軍は手いっぱいで何カ月もこの訴えは放置された。そのうちに、ウォードは根拠もなく、この襲撃はチリカウア･アパッチの有名なコーチーズの仕業だと妄想するようになった。現在では、このウォードの考えは根も葉もない妄言と断定されているが、米軍は彼のこの考えに賛成した。
翌年1月に、ようやく米軍のジョージ・N・バスコム少尉が派遣されてきた。バスコムは西部に来たばかりで、名を挙げることしか考えていない青年将校だった。バスコムは部下54名とともにアパッチ峠に向かい、ジョン・ウォードもその部隊と同行した。バスコムはバターフィールド・オーバーランド駅馬車中継所で、チリカウア族と親しい御者のジェームズ・ウォレスに、「我々はリオグランデ川に定例の巡察に行くところだ」と嘘を教え、そのまま峡谷に野営を張った。
ほどなくしてコーチーズが中継所に来て、なぜ大勢の軍人が来たのか尋ねた。ウォレスは聞いたままを答えたので、コーチーズは安心し、弟のネレテナ、妻のナレカディア、息子ナチーズ、甥二人を連れてバスコムの野営を表敬訪問した。コーチーズは礼儀正しく挨拶をし、テントの中に座ったが、バスコムはこっそりと兵士たちにテントを包囲させた。
バスコムはいきなりコーチーズに、例の一件を詰問した。コーチーズは寝耳に水のこの話に驚いたが、この犯人を捜そうと言った。コーチーズはチリカウア・アパッチの沈着冷静な戦士で、白人も一目置く人物だった。コーチーズはあくまでもチリカウア族であるから、他のアパッチ支族に対してなんらの責任もない。それでも努力を約束したのであるから、ただでも理不尽なこの要求に、これ以上の返答などあり得ない。
しかしバスコムはこれを偽りと思い込んで満足せず、「コーチーズ自らが事件に関与した」と非難し、コーチーズの家族を人質にすると脅迫した。コーチーズは非難されたことと拘束されたことに怒り、テントをナイフで切り裂いて逃亡した。コーチーズはウォレスにだまされたと思い込み、中継所に戦士たちと押しかけ、出てきたウォレスと所長のカルバー、馬丁のウォルシュを取り押さえた。カルバーとウォルシュは逃げたが、カルバーはアパッチに射殺され、ウォルシュはインディアンと間違えられて米兵に射殺された。コーチーズはウォレスを人質にした。
バスコムは人質交換を行うことには気乗りしないままであり、コーチーズたちは通りかかった幌馬車隊を襲い、アメリカ白人を二人捕虜にし、メキシコ人家畜商人を馬車ごと焼き殺した。その後バターフィールド・オーバーランド駅馬車中継所での人質交換は、バスコムの拒否によって成立しなかった。バスコムとコーチーズの間の交渉は行き詰まりとなっており、その間にバスコムは援軍を要請する伝令を送った。コーチーズは怒り狂い、三人の捕虜を惨殺した。バスコムは軍医のバーナード・アーウィン博士の助言を容れ、コーチーズの弟と二人の甥を樫の木に吊るして縛り首にした。
バスコムはコーチーズの妻と息子は返したが、コーチーズの怒りは収まらなかった。この一件は「バスコム事件」と呼ばれるようになり、小さな事件であったにも拘らず、その後11年間におよぶアメリカ白人入植者および米軍と、コーチーズたちチリカウア･アパッチとの戦いのきっかけとなった。
1861年遅く、マンガス・コロラダスとその義理の息子であるコーチーズは同盟を結び、アパッチ族の領土から白人を追い出すことで合意した。彼らの動きにはネドニ・アパッチのジューや有名な戦士であるジェロニモも加わることになった。「バスコム事件」から2カ月たたない間に、コーチーズらは各地で襲撃を行い、白人たちの噂によると、150人に上る白人入植者を殺したという。南北戦争の勃発とともにバターフィールド・オーバーランド駅馬車中継所が閉鎖され、米軍が去ったために、多くのインディアン部族が、コーチーズらが彼らの領土から白人を追い出したと思うようになった。
バスコムら白人は、コーチーズを「アパッチを統率する大指導者のひとり」と思い込んでいたから、彼に無理難題をふっかけ、このような呼ばなくてもいい悲劇を呼んだ。白人のインディアン文化に対する無理解と偏見は、この南西部でも「インディアン戦争」を激化させていった。

## マンガス・コロラダスの死
メキシコ人から「マンガス・コロラダス（赤い袖）」と呼ばれたダソダ・ハエは、ミンブレス･アパッチの温厚な首長だった。1860年から61年にかけ、彼らの領土内のニューメキシコの「ピノス・アルトス」という金鉱町に白人の採掘者が押し寄せてくると、マンガス･コロラダスは不安を募らせ、彼らに「もっとよそに金が出る場所がある」と関心を他所に向けようと図った。これはアパッチの土地に勝手に入り込んだこの白人たちの怒りを買うこととなり、マンガス･コロラダスは縛り上げられ、気絶するまで鞭で打たれた。似たような事件が続き、和平条約を破るこれらの行為は、アパッチ族の報復につながった。
1862年春、マンガス・コロラダスはコーチーズのもとを訪ね、白人鉱夫の追い出しのための助力を願い出た。コーチーズは、しばらく復讐を見合わせるよう言って、その前にやるべきことがあるのだと話した。そのころ、ちょうど米軍指導層はニューメキシコ準州に対する南軍の圧力に対して軍事行動を行うことに決め、ジェイムズ・ヘンリー・カールトン大佐の指揮するカリフォルニア人志願兵隊を派遣していた。このカリフォルニア部隊は古いバターフィールド・オーバーランドの道を東に進み、アパッチ族の領土を侵犯したのである。
コーチーズはこれを知り、マンガス･コロラダスとジェロニモの協力を得て、700人という史上最大のアパッチ族戦士団を結成した。アパッチの戦士は泉を見下ろす崖の上で待ち伏せし、泉を周りに岩を組んで銃眼のついた防壁を築くという、アパッチ族で史上初めての戦法を採った。
7月14日、米軍がアパッチ峠の泉までやってくると、アパッチ族との交戦となった。この戦闘で米軍は幌馬車二台に積んだ、新鋭の曲射砲を使い、アパッチ族はこの4.5キロ榴散弾という、見たことのない白人の武器に蹴散らされた。マンガス・コロラダスは胸を撃たれて負傷した。
1863年1月、マンガス・コロラダスは白人と和睦を図るために危険を冒し、休戦の白旗を揚げて金鉱町ピノス・アルトスを訪ねた。ちょうどそこには、カリフォルニア民兵隊の士官で後にルイジアナ州からアメリカ合衆国上院議員になった名誉昇進職ジョーゼフ・ロッドマン・ウェスト准将がいた。ウェストは問答無用でマンガス・コロラダスを捕縛させ、護衛兵にこう言った。
「こいつを生かすにしろ殺すにしろ明日の朝のことにしたい。わかったかね？　わしはこいつを殺したいんだ。」
その晩、たまたま米軍のキャンプの中を通りかかった鉱夫は、次のように証言している。
「九時ごろ、私は兵士たちがマンガスに何かしているのを見た。兵隊たちは銃剣を火で焼いて、マンガスの脚に押し付けているのだった。マンガスは、『俺を子供扱いするな。そんなふうにいじめるのはよせ』と言って抗議していた。そのあと、護衛兵が銃を4発撃ちこんで彼を殺した。」
護衛兵たちはマンガスの頭の皮を剥ぎ、首を斬り落として、頭蓋骨をスミソニアン博物館に送った。和平の使者であるコロラダスを虐殺したことは、アパッチ族と侵略者の争いに油を注いだだけだった。アパッチ峠の戦いに先駆けた1862年5月、コーチーズはドラグーン・スプリングスの戦いで南軍に対して小さな勝利を挙げていた。
山岳ゲリラとも言うべきアパッチ族の戦法は、米軍を翻弄した。辺境でのアパッチ族による1、2人の白人入植者の死は、情報操作されて数十人という途方もない数字に膨れ上がって東部の白人たちを震え上がらせた。コーチーズは侵略者から彼らの領土を守ろうと努力したが、押し寄せる白人の群れはとどまることを知らなかった。コーチーズは仲間のアパッチにこう言っている。「白人を10人殺せば、代わりに100人やってくる。」
このなかで、コーチーズと和平を結んだトーマス・ジェフォーズという合衆国郵便配達人の指導監察官がいた。1871年までに14人の配達人がアパッチの領土を横切ってこれに殺されたために、彼は単身コーチーズに直談判を行った。ジェフォーズはバスコムやウェストのようにインディアンを子供扱いせず、アパッチの言葉でコーチーズに和平の申し入れを行い、武器を預けてコーチーズを感嘆させた。ジェフォーズはコーチーズについてこう語っている。
「彼は生まれながらの極めて優秀な男だと思う。鷲のような目を持ち、申し分のない男らしい身体つきをしていた。私たちは互いを尊敬した。彼は嘘をつかない男だった。」
アパッチ族に対して偏見の目をもたなかったジェフォーズはコーチーズと終生の友情を結び、郵便通行をアパッチ族から保証された。

## ナバホ族絶滅作戦
1863年夏、合衆国のエイブラハム・リンカーン大統領はジェイムズ・ヘンリー・カールトン准将に命じ、保留地に入ることを拒んで抵抗戦を続けていたナバホ族の殲滅を命じた。カールトンは、テキサスでのカイオワ族やコマンチ族の絶滅作戦で実績のあった部下のキット・カーソンを南西部に送り込んだ。カーソンはナバホ族の作物を焼き、家畜を奪う焦土作戦で彼らの力を削いだ。
1864年、カールトンはナバホ族をサムナー砦の収容所ボスク・ルドンドまで、「ロング・ウォーク・オブ・ナバホ」と呼ばれる、徒歩連行を強制した。それまでの準備段階で、寒さと栄養失調から126人のナバホ族の捕虜が死んだ。強制収容所までの道程でさらに197人が死んだ。8000人のナバホ族の行きつく先のボスク・ルドンドには、アパッチ族がすでに強制収容されていた。宿敵同士のアパッチとナバホも、白人からは見分けがつかなかった。彼らはそこで強制労働に従事させられ、1868年に和平協定で元の土地に戻るまでに、2000人のナバホ族が死んだ。

## コーチーズの死
1872年、合衆国のユリシーズ・グラント大統領は、アパッチとの和平協定のため、南北戦争に参加した隻腕の将軍オリバー・O・ハワードをアパッチ族の領土に派遣した。ハワードはジェフォーズに案内されてコーチーズと面会した。11日間に及ぶ和平協定の末、チリカウアとドラグーン山地にまたがる先祖の地を、白人の侵入の許されないチリカウア族の指定保留地とし、コーチーズの強い要望で保留地監督官にはジェフォーズが任官されることで和平は成立した。コーチーズはこのとき、こう言ったとされている。
「白人とインディアンは同じ水を飲み、同じパンを食べ、仲良くしなければならない」
1874年、コーチーズは病に倒れた。死期を悟ったコーチーズはジェフォーズを呼んで、次のようなやりとりをした。「兄弟よ、あなたは生きている私とまた会えると思うか？」「いいや、明日の夜にはあなたは死んでいるだろう。」「私もそう思う。明日、昼前ごろになるだろう。いつかまたあなたは私に会えると思うか？」「私にはわからない。あなたはどう思う？」「親友というものはまたどこかで会えるものと私は信じている」
コーチーズは翌日、予言した時間に死んだ。51歳だった。この偉大な戦士の死後、2年間は平和な時代が過ぎた。しかしやがて、保留地定住を拒否したジェロニモたちの抵抗戦が、ジェフォーズを悩ませることとなった。メキシコと合衆国双方から抗議を受け、ジェフォーズはつらい立場となった。ジェロニモはおそらく当時のアパッチ族の中でも最もよく知られた戦士だった。ジェロニモはチリカウア・アパッチ族の戦士であり、その逸話はアパッチ族の戦いのなかでも典型的なものである。

## ジェロニモの抵抗

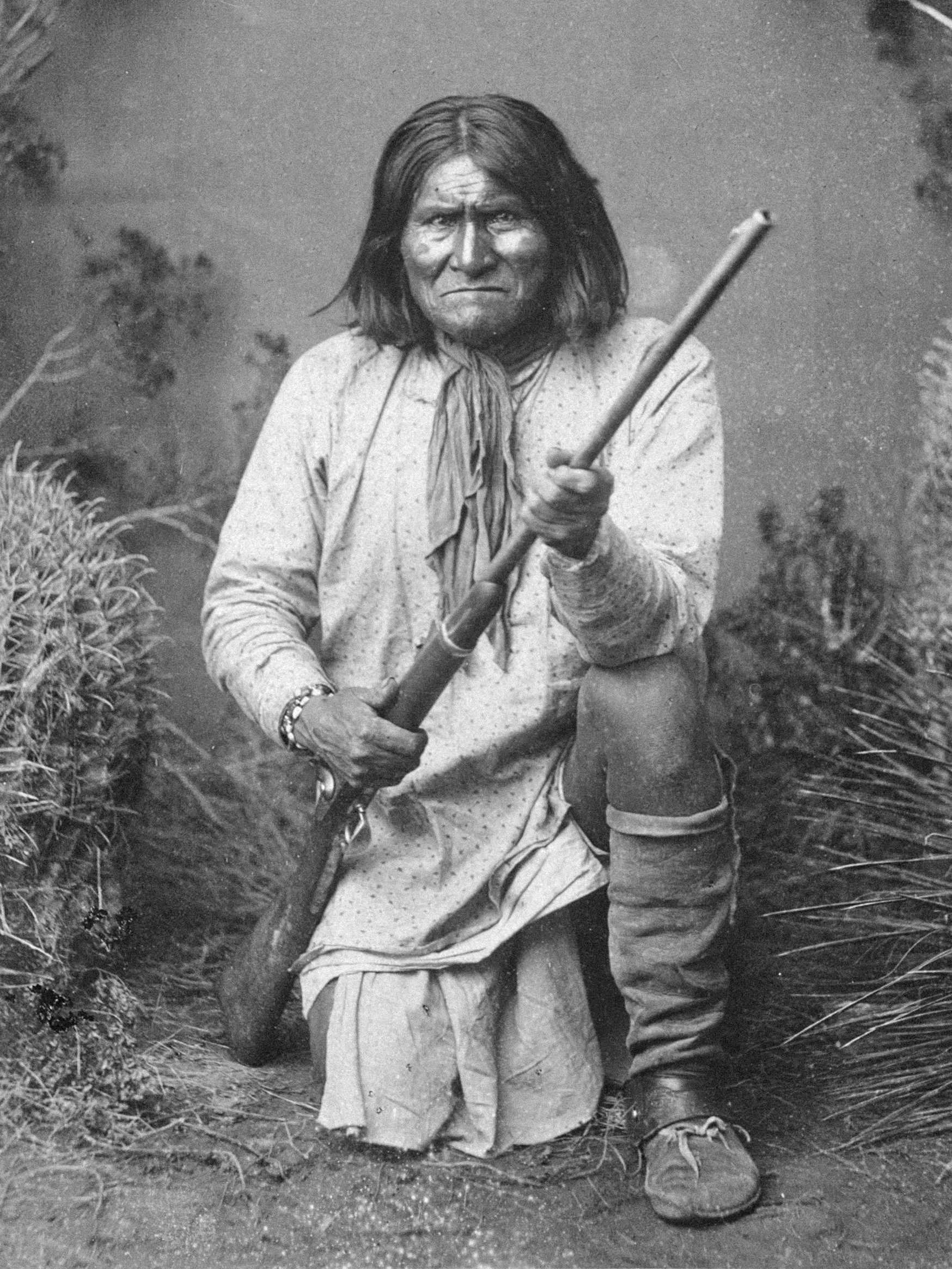
ジェロニモ

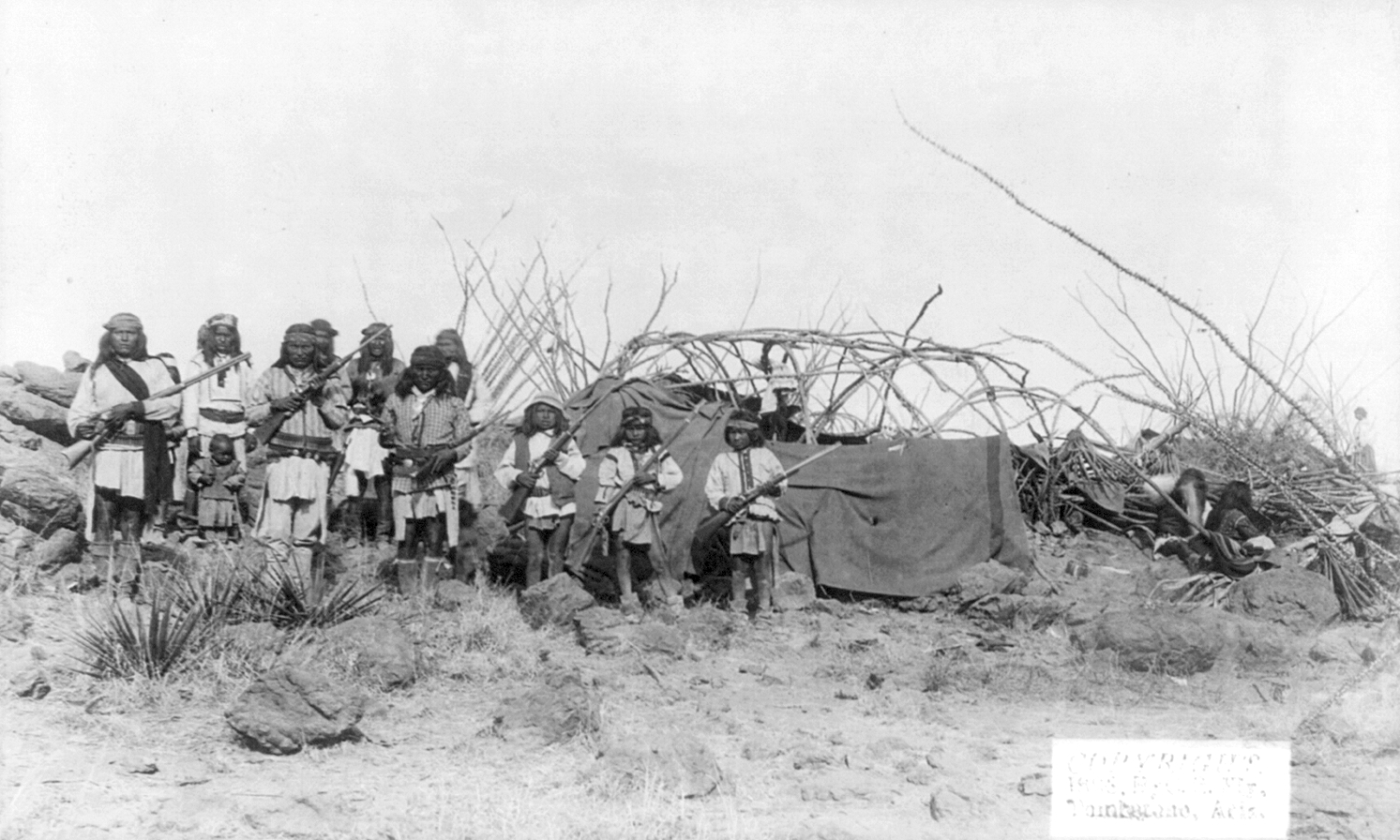
ジェロニモとアパッチ族の戦士たち

1876年、アリゾナ州知事アンスン・P・サフォードはジェフォーズ監督官の更迭を要求し、地元新聞「アリゾナ・シチズン」紙は次のように社説を載せた。
「チリカウア・アパッチ族に対する戦いは、絶え間なく、無慈悲かつ絶望的で、無差別なものでなければならない。男はもちろん女だろうが子供だろうが皆殺しにし、最後には谷や山頂、険しい岩山、砦のいたるところから、膿みただれゆくチリカウア・アパッチの小気味よい腐臭の煙を立ち昇らせようではないか。」
地元からの抗議に応え、連邦政府は6月にチリカウアの保留地の保留を解消し、集められる限りの部族民を、すでに4000人の別のアパッチ支族が居住するサンカルロス・アパッチの保留地に強制移動させることとした。これにチリカウア族の半分は従ったが、半分はジェロニモとともにメキシコに逃亡した。
1877年春、アメリカ合衆国のジョン・クラムというサンカルロス保留地監督官は、「話し合い」をジェロニモに持ちかけて油断させ、これを捕縛し、サンカルロス保留地に連行した。1872年にハワード将軍が指定したこの保留地は、ヒーラ川の両岸にまたがる1万3000㎢の不毛の土地だった。合衆国は山岳民族であるアパッチ族に、毒蛇や毒虫の横行するこの乾燥した土地で強制労働を課していた。インディアン監督官たち白人はアパッチ族に対する保留地年金をピンはねし、食糧を横流しして横領した。
1881年、絶望的なアパッチの収容所となったサンカルロス保留地では、ノチ・アイ・デル・クリンという呪い師の、「死んだ偉大なアパッチの戦士が蘇り、再び自由なアパッチの世界を取り戻す」という教理が急速に拡がっていた。8月にインディアン監督官はこの呪い師を逮捕しようと85人の米軍兵士を、保留地の端にあるノチ・アイ・デル・クリンの家まで派遣した。騎兵隊の接近を宣戦布告と受け取ったアパッチ族と、白人兵士との交戦となり、呪い師と併せ、双方に死者が出た。保留地周辺に援軍の米軍兵士が集まるのを見て、ジェロニモは自分が縛り首になるとのうわさを聞き、9月に74人の仲間とともに再度メキシコに逃げた。翌年4月、ジェロニモは馬と銃を持ってサンカルロス保留地に戻り、残っていたアパッチ族を解放した。
1883年5月南西部方面軍に赴任したジョージ・クルック将軍は「アパッチを制するにはアパッチを使うべきだ」と考え、197人のインディアン斥候（アパッチ族以外も含む）と共にメキシコに遠征した。アパッチ族をよく知るインディアン斥候はメキシコ山中のジェロニモたちの宿営地を急襲し、アパッチ族を9人殺し、コーチーズの孫娘を含む5人のアパッチを捕虜にした。これは山中では無敵を誇ったアパッチ抵抗者たちにショックを与えた。5月20日にメキシコ領内でクルックと会見したジェロニモは、クルックが意外にも話せる白人だと考え、2か月以内に保留地に戻ると約束した。
1884年3月に、アパッチ抵抗戦集団はメキシコから合衆国へ入った。このとき、ジェロニモは交易に使うつもりで350頭の牛を連れていたが、これを白人当局に没収されてしまったため、最初から深い憤りに満ちていた。アパッチ族にとって、牛馬を盗むことは部族の美徳、英雄行為であり、この牛たちはアパッチにとって正当な財産だったからである。クルックは劣悪な保留地について、幾つかの改良を行ったが、地元の新聞はクルックがジェロニモに対してあまりに寛大であると批判し、ジェロニモを悪者扱いした。
インディアンは酒造文化を持たないが、アパッチ族はその数少ない例外の一つだった。彼らはトウモロコシを発酵させた弱いビールを楽しむが、白人たちは保留地でアパッチ族に禁酒を強制し、強い不満がアパッチ族に高まっていた。
1885年5月7日、ジェロニモは10数人の仲間と、アパッチ族伝統のビールで故意に宴会を開き、アパッチ族の飲酒の正当性を挑発誇示してみせた。サンカルロス保留地の白人将校はこれをクルックに充てて電報を打とうとし、インディアン斥候隊長のアル・シーバーに見せた。アル･シーバーはこのときひどい二日酔いで、「大した事じゃないよ」とつぶやいた。これを聞いた白人将校は電報を打つのをやめてしまった。いつまでたっても白人が何も言ってこないので、ジェロニモは次第に不安になり、子供を含む男女134人とともに再びメキシコ側に逃亡した。クルックは電報の一件を聞いて激怒した。彼は「もし私がこのことを知っていたら、こんな事態にはならなかったと確信している」と述べている。
1885年から翌年にかけての冬の間、クルックは騎兵20個中隊、インディアン斥候200名余という、対アパッチ戦史上最大規模の軍勢でシェラマドレ山脈でのアパッチ追跡行を行った。1月に一度アパッチを襲って馬と食糧を奪ったが、3月になってついにメキシコ国境を越えようとしているジェロニモに追いついた。クルックはインディアンに対する偏見を隠そうともせず、こう回想している。
「我々の絶え間ない追跡で彼らには疲労の色こそ隠せないが、肉体的状態はすこぶる良好で、完全部族した猛虎さながらの精悍さだった。自分たちがどれほど無慈悲な人非人なのか知っているため、彼らはほかのあらゆる人間を信じない。我々は彼らが1000人の兵力で包囲しても逮捕できる見込みのない場所に野営を張っていた。彼らは敵が接近してもすぐに周囲の峡谷に四散して身を隠すことが出来た。」
白人はあくまでもはジェロニモを「指導者」だと思っているから、クルックも終始ジェロニモ個人との会談を望み、ジェロニモの同意を他のアパッチの総意と誤解している。しかしインディアンの社会は合議制に基づいており、部族民を率いる「指導者」や「首長」は存在しない。部族のもめごとは調停者である首長がとりまとめるが、ジェロニモは戦士であって首長ではない。
ジェロニモとクルックは2日に渡って会談を行った。ある記録では、交渉の為の会合を設定している間に、アパッチ族の多くの者が強い酒を与えられ、地元の牧場主による噂を吹き込まれた。ジェロニモとその集団は雨の降る暗い夜に、男女と子供合わせた38人とともに逃亡した。クルックは彼らを捕まえられなかった。もともとインディアン斥候の大量動員に反対していたフィリップ・シェリダン将軍はこの失敗でクルックを譴責し、こう電報を送った。
「貴下の昨日の報告書を受け取った。甚だ残念に思う。インディアンの斥候に気付かれずにジェロニモたちが逃亡できたのは奇妙な話である」
インディアンを全く信用しないシェリダンのこのそっけない返報に嫌気のさしたクルックは辞任した。後任は1886年4月にネルソン・マイルズ准将が継いだ。マイルズは2ダース以上のモールス信号用の日光反射信号機を山頂30か所に設営し、5,000名の兵士、500名のアパッチ族斥候、100名のナバホ族斥候および数千の白人民兵を組織して、ジェロニモとその仲間の探索に向かわせた。ジェロニモたちは日光反射板を白人の魔法だと思い、山頂には近づかなかった。
1886年4月、ジェロニモたちはメキシコ側とアリゾナ側で襲撃を行い、人命と馬、糧食を奪った。ジェロニモたちがマイルズの警戒をかいくぐって襲撃を繰り返すさまに、南西部全体は病的な恐慌状態となった。地元新聞はアパッチの襲撃による死者の数を数十倍に誇張し、「ジェロニモには150人の配下がいる」と主張した（インディアンには「上司」も「配下」も存在しない）。「ジェロニモは狼煙で保留地の仲間を先導している」、「すでに米軍かメキシコ軍に一掃されている」といった噂も囁かれたが、実際にはこの時期にはアパッチ抵抗者たちは6月にシェラマドレ山中の奥深くで休息していて、一人の死者も出ていなかった。
1886年9月、マイルズはインディアンに精通したチャールズ・ゲートウッド中尉を説得役に派遣した。ゲートウッドはジェフォーズのような豪胆な人物で、インディアン斥候2人と25人の護衛隊のみでメキシコに向かった。ちょうどアパッチ族は、メキシコのフロンテアスという町にメスカル酒入手のために女たちを使いに出していた。ゲートウッドはその町でメキシコ人がインディアンの皆殺しを企んでいることを聞き、一計を案じて隊を減らし、8月下旬にアパッチの女一人を尾行した。こうして、ゲートウッドはジェロニモと会談することとなった。彼らは安全のため人質を取りあい、一対一で面談した。ジェロニモはゲートウッドに、「我々が降伏したら米国は何を提供してくれるのか」と聞いた。ゲートウッドは「お前たちは無条件降伏あるのみで、お前は逮捕されフロリダに強制移送されるだろう」と答えた。ジェロニモは「保留地へ連れて行くならよし、さもなければ戦いだ」と迫った。
しかしゲートウッドは、ジェロニモの家族がすでに米軍によってフロリダの強制収容所へ送られていることを教えた。これを聞いたジェロニモは意気消沈し、マイルズとの会談に応じたい、と言った。女子供を含むジェロニモたち37人のアパッチ族は投降したが、マイルズはわざと会談の日に姿を現さなかった。9日間待たされ、しびれを切らせたジェロニモたちはゲートウッドにシェラマドレ山脈へ一緒に帰らないかと提案したほどだった。
9月3日、ようやくマイルズが現れ、アパッチ族抵抗者たちはフロリダ州のピケンズ砦に強制収監された。女や子供はフロリダ州のマリオン砦に収監された。このなかにはジェロニモ追跡に登用されたアパッチ斥候もいたが、白人にはアパッチの敵も味方も見分けがつかなかったので、彼らもいっしょくたにフロリダに送られた。多くの者がそこで死んだ。ジェロニモは二年間フロリダに幽閉され、家族とは一度も面会を許されなかった。
降伏から8年経った1894年、生き残ったチリカウアの抵抗者たちはインディアン準州のシル砦に送られ、絶望と病気で大半がまたたく間に死んだ。ジェロニモ達は降伏したが、白人侵略者たちは彼と38人のアパッチ族の降伏を得るために5000人の白人を必要としたのである。
保留地で強制労働を強いられたアパッチ族の社会は崩壊し、その子供達は同化政策のもと、ペンシルベニア州のカーライル学校に連行された。彼ら児童は白人の伝染病やストレスによって、50人以上が死んでいった。